# QPU
Kvantový procesor (anglicky Quantum processing unit, zkratka QPU) je v informatice základní součást kvantového počítače, která byla navržena, aby prováděla výpočty výhradně s kvantovými bity (qubity). Nejpravděpodobněji se brzy stanou součástí dnes běžně používaných CPU, stejně jako v 90. letech minulého století matematické koprocesory. Následně jimi budou CPU (i matematické koprocesory) zřejmě zcela nahrazeny.